# Stratospongilla
Stratospongilla is een geslacht van sponsdieren uit de familie van de Spongillidae.

## Soorten
- Stratospongilla africana (Annandale, 1914)
- Stratospongilla akanensis (Sasaki, 1934)
- Stratospongilla bombayensis (Carter, 1882)
- Stratospongilla brasiliensis Ezcurra de Drago, 1978
- Stratospongilla clementis (Annandale, 1909)
- Stratospongilla gilsoni (Topsent, 1912)
- Stratospongilla gravelyi (Annandale, 1912)
- Stratospongilla indica (Annandale, 1908)
- Stratospongilla lanei Racek, 1969
- Stratospongilla penneyi (Harrison, 1979)
- Stratospongilla sumatrana (Weber, 1890)
- Stratospongilla yunnani (Annandale, 1909)